# Avraham Šmu'el Benjamin Sofer
Avraham Šmu'el Benjamin Wolf Sofer (hebrejsky אַבְרָהָם שמואל בנימין סופר‎, Abraham Samuel Benjamin Wolf Sofer, 13. března 1815, Bratislava – 31. prosince 1871 tamtéž) byl uherský orhodoxní rabín a jedna z hlavních postav židovstva v Uhrách ve druhé polovině 19. století a roš ješiva Bratislavské ješivy. Je znám také jako Ktav Sofer podle titulu svého nejslavnějšího spisu.

## Život
Ve věku pouhých 24 let nahradil svého zesnulého otce Mošeho, známým jako Chatam Sofer (1762–1839), v úřadu rabína v Bratislavě a podobně jako on, byl silným a vlivným předákem obce, nejvýznamnější  ješivy v tehdejším Uhersku a uznávaný učenec ortodoxního judaismu. Mezi jeho žáky patřil např. Josef Chajim Sonnenfeld.
Na židovském kongresu v roce 1868 v Budapešti, na němž se projednával především již dlouho doutnající spor mezi ortodoxními a reformními židy a budoucím směřování uherského židovstva, byl nejvýraznějším zástupcem ortodoxie, které se nakonec organizovaly do samostatných obcí.
Po jeho smrti převzal prešovský rabinát a vedení ješivy jeho syn Simcha Bunim Sofer (Ševet Sofer). Další syn Šimon Sofer, který byl později zavražděn v Osvětimi, byl rabínem v Jágeru. Šimonův vnuk, rav Jochanan Sofer, založil několik synagog ve Spojených státech a jednu v Izraeli, každou pod jménem Kehillah Kedosha Ksav Sofer („Svatá kongregace Ksav Sofer").

## Rodina
Soferovými rodiči byli bratislavský rabín Moše "Chatam" Sofer (1762–1839) a jeho druhá manželka Sarel Egerová (1790–1832), dcera Akiby Egera, který byl považován za největšího talmudistu své doby a později se stal rabínem z Poznani. Byl ženatý s Chavah Leah Weissovou. Z jejich manželství se narodilo deset dětí:
- Ja'akov Akiva Sofer (zemř. 1912)
- Moše M. Sofer (zemř. 1927)
- Simcha Bunim Sofer (zemř. 1907)
- Jicchak Leib Sofer (zemř. 1907)
- Šimon Sofer
- Šlomo Sofer
- Sarel Sofer
- Rachel Sofar
- Hindel Sofer
- zatím růžová